# Archostemata
Az Archostemata az ízeltlábúak törzsébe tartozó bogarak (Coleoptera) rendjének egy alrendje. Ebbe az alrendbe tartozik valamennyi, a perm időszakból előkerült bogárlelet, sőt, a triász leletek zöme is. Jelentőségük a jurától fokozatosan csökken.
Hártyás szárnyaikat nem hajtják össze, azok spirálisan összecsavarodnak. Csápjuk fonalszerű.

## Rendszerezés
Az alrendbe öt recens család tartozik:
- Maradványbogár-félék (Crowsoniellidae) (Iablokoff-Khnzorian, 1983)
- Rácsosbogárfélék (Cupedidae) (Laporte, 1836)
- Jurabogárfélék (Jurodidae) (Ponomarenko, 1985)
- Szűzbogárfélék (Micromalthidae) (Barber, 1983)
- Triászbogárfélék (Ommatidae) (Sharp & Muir, 1912)

## Külső hivatkozások
- A taxon adatlapja az ITIS adatbázisában. Integrated Taxonomic Information System. (Hozzáférés: 2010. augusztus 7.)